# Encyklopedia „Białych Plam”
Encyklopedia „Białych Plam” – polska encyklopedia wydawana w latach 2000–2008 przez Polskie Wydawnictwo Encyklopedyczne (Polwen).
W sumie wydano 20 tomów, z czego dwa ostatnie były to suplementy.

## Historia
Według wydawcy główną ideą przyświecającą twórcom Encyklopedii jest udostępnienie treści informacji objętych w czasach PRL zakazem rozpowszechniania lub fałszowanych ze względów ideologicznych, przez cenzurę, a mających znaczenie dla historii Polski i kultury.
Większość autorów Encyklopedii to wykładowcy KUL.

## Zawartość
W latach 2000–2008 wydano 20 tomów, t. I A–Ar (320 s.), t. II Ar–Be (320 s.), t. III Be–Ce (320 s.), t. IV Ce–De (320 s.), t. V De–Eu (300 s.), t. VI Ev–Ge (320 s.), t. VII Ge–Hi (320 s.), t. VIII Hi–Je (320 s.), t. IX Je–Ko, t. X Ko–Le (320 s.), t. XI Le–Ma (320 s.), t. XII Ma–Na (320 s.), t. XIII Na–Os (320 s.), t. XIV Oś–Pr (320 s.), t. XV Pr–Ro (320 s.), t. XVI Ro–St (320 s.), t. XVII St–Vo (320 s.), t. XVIII Wa–Ży (320 s.), t. XIX A–Mą – Suplement (320 s.), t. XX Me–Ży – Suplement (320 s.).